# Bulbophyllum kittredgei
Bulbophyllum kittredgei là một loài thực vật có hoa trong họ Lan. Loài này được (Garay, Hamer & Siegerist) J.J.Verm. mô tả khoa học đầu tiên năm 1996.